# Траутсонський палац
Траутсонський палац — палац, збудований у стилі бароко, у Віденському районі Нойбау за адресою Музейна вулиця, 7. Тут знаходиться Міністерство юстиції Австрії.

## Історія
Земля в передмісті Санкт-Ульріх, на якій розташований палац, з 1657 року належала графині Марії Маргареті Траутсон. На частині землі стояв будинок, решта використовувалася як виноградник. Під час будівельної хвилі після другої турецької облоги Відня, в 1712 році, імперський радник і обер-камергер Йоганн Леопольд Донат Граф Траутсон (пізніше 1. Принц Траутсон) побудував тут палац, який є однією з найвідоміших барокових будівель Відня. Палац збудовано за прикладом Королівського палацу в Амстердамі. Майстером-будівельником був Крістіан Олександр Едтль; він збудував його за проєктом Йоганна Бернхарда Фішера фон Ерлаха.
Палац використовувався для проведення численних свят. У 1760 році Марія-Терезія купила його за 40 000 гульденів і передала угорській гвардії. Це призвело до деяких перебудувань: сад перед будинком перетворили на школу верхової їзди, замість садової стіни та оранжереї побудували стайні. У 1848 році угорська гвардія була розформована, а палац став штабом командування Державної армії Нижньої Австрії. 1867 року після австро-угорського компромісу була створена нова Угорська охорона, яка мала тут свій штаб. Навіть після розпаду Австро-Угорщини (1918 року) будівля була власністю угорської держави; у ньому з 1924 по 1963 рік містився Угорський коледж. Тодішня Угорська Народна Республіка продала будівлю Австрійській Республіці, оскільки не бажала фінансувати реставраційні роботи, необхідні для охорони пам'яток, і звела нову будівлю в стилі панельної забудови Східного блоку у Віденському районі на Голландштрассе.

У 1961 році Австрійська Республіка придбала палац для відновлення власності над ним. Були знесені нові прибудови до палацу. На місці колишнього саду тимчасово побудували збірні будинки для ООН. Частину на вулиці Нойштіфтгассе було замінено офісною будівлею. Сьогодні в палаці знаходиться Федеральне міністерство юстиції Австрії.

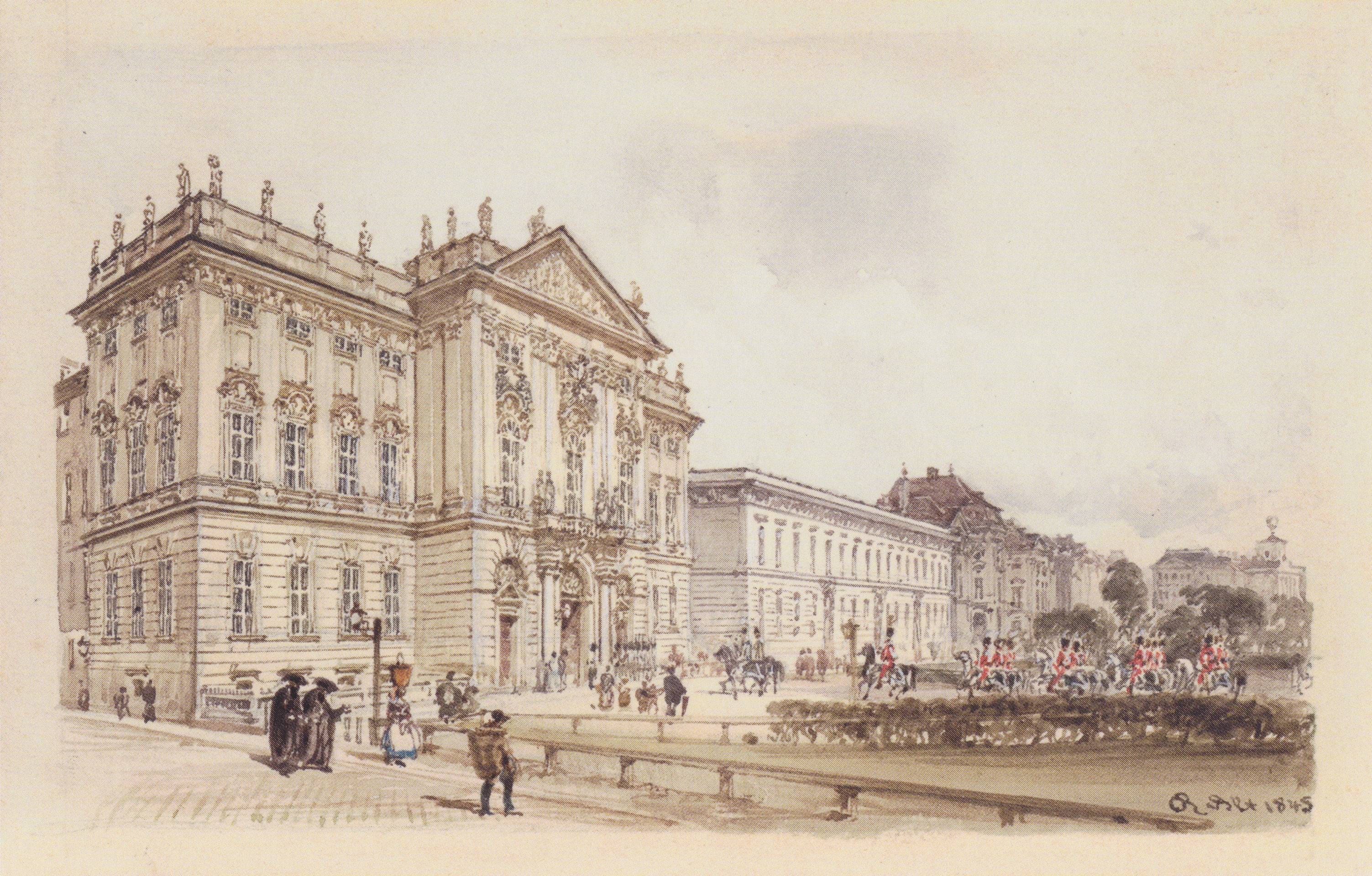
Палац у 1845 році

## Опис
Триповерховий палац мав багате оздоблення фасаду. Майстер Йоганн Георг Хареслебен із Кайзерштайнбруха виконав портал, балкони та ступені головних сходів із твердого каменю. Великі сходи ведуть до Державної зали. Над багатьма вікнами — рельєфи, що зображують сцени з давніх легенд.